# Braunes Bergschaf
Le Braunes Bergschaf (mouton brun alpin) est une race ovine originaire du Tyrol autrichien et italien,. Il descend de croisements avec le Tiroler Steinschaf, le mouton bergamasque et le mouton padouan. Il est élevé en Autriche, en Basse-Autriche, dans la province de Salzbourg, en Styrie et dans le Tyrol, ainsi qu'en Italie dans le Vinschgau (Ultental, Passeiertal et Schnalstal) dans la province autonome de Bolzano,, en Engadine suisse et en Allemagne dans le  Bade-Wurtemberg, en Bavière, en Basse-Saxe et dans le Mecklembourg-Poméranie-Occidentale.
En Italie, le mouton brun alpin est connu aussi sous le nom de « Schwarzbraunes Bergschaf », alors que le Schwarzbraunes Bergschaf suisse est appelé dans cette partie germanophone d'Italie, le  Juraschaf (mouton du Jura). Cette race est l'une des quarante-deux races autochtones locales de faible population dont le herd-book est tenu par l'Associazione nazionale della pastorizia. 
Les effectifs de cette race étaient de 3 698 à 5 000 en Autriche en 2012, de 1 564 en Allemagne en 2011 et de 2 850 en Italie en 2008,.

## Description
Le mouton brun alpin est sans cornes et présente de longues oreilles pendantes. Le mâle pèse environ 90 kg, et peut atteindre 120 kg, tandis que la brebis pèse entre 60 et 85 kg. Sa robe est de brun à brun foncé et le mufle est bien busqué.
|  |
|  |

|  |
|  |

|  |
|  |

|  |
|  |